# آلپ دیناری
آلپ دیناری معروف به «دیناری‌ها» نام رشته‌کوه‌های شرق کوه‌های آلپ می‌باشد که در امتداد سواحل دریای آدریاتیک گسترده شده و بلندترین قله آن ۷۸۰۰ فوت ارتفاع دارد و مناطقی از ایتالیا اسلوونی، کرواسی، بوسنی و هرزگوین، مونته‌نگرو، صربستان، جمهوری کوزوو و آلبانی را پوشش می‌دهد.